# Gbg Wohnungsbaugesellschaft Hildesheim

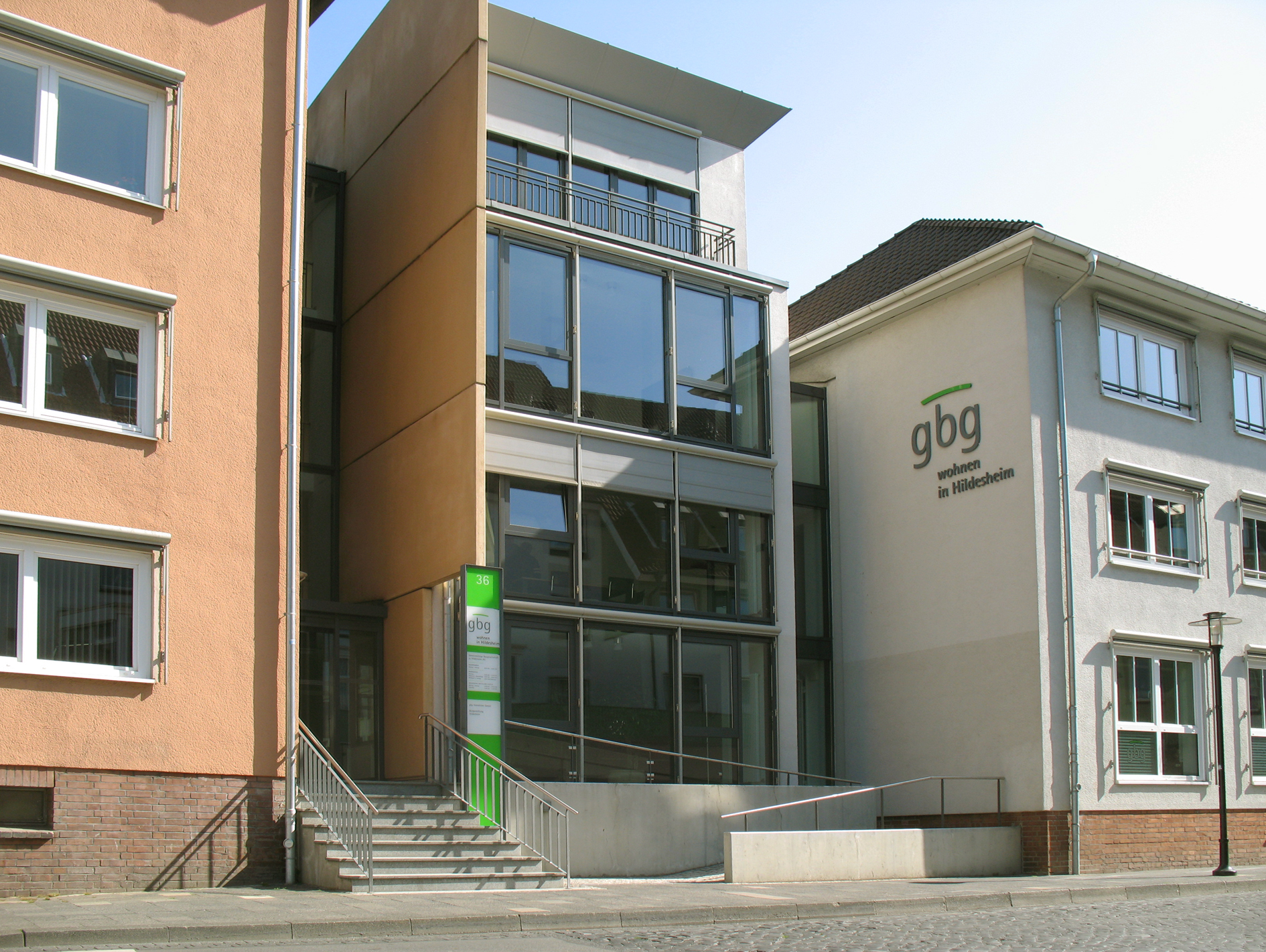
Verwaltungsgebäude der gbg

Die gbg Wohnungsbaugesellschaft Hildesheim AG ist ein deutsches Wohnungsbauunternehmen mit Sitz in Hildesheim in Niedersachsen. Sie ist mit 4.300 Wohn- und Gewerbeeinheiten das größte Wohnungsunternehmen der Stadt. Einziger Gesellschafter der Aktiengesellschaft ist die Stadt Hildesheim.

## Geschichte
Die ersten Bestrebungen zur Gründung einer Wohnungsbaugesellschaft gehen auf das Jahr 1886 zurück, als es Menschen aus dem ländlichen Gebieten nach Hildesheim zog. Auf Arbeitssuche strömten zunehmend Menschen in der Gründerzeit nach Hildesheim. Diese wirtschaftlich schwache Bevölkerungsgruppe benötigte preiswerte und „gesunde“ Arbeiterwohnungen. Einige engagierte Hildesheimer Bürger bemühten sich, eine Baugesellschaft für diese rasch wachsende Bevölkerungsgruppe zu gründen. Der Gründungsakt erfolgte am 20. Oktober 1892 im Rathaus.
Bei den Luftangriffen auf Hildesheim vernichteten am 22. März 1945 britische und kanadische Bomberverbände kurz vor Ende des Zweiten Weltkrieges große Teile der Innenstadt. Bis zu diesem Zeitpunkt hatte die gbg laut der Hildesheimer Allgemeinen Zeitung 665 Häuser mit 1.399 Wohnungen in ihrem Bestand. Im November 1945 gab es, von ehemals 23.000 Wohnungen in der Stadt noch 9.000. Die überlebende Bevölkerung wohnte in der Nachkriegszeit zum Teil in Baracken und Hütten, die die britische Besatzungsmacht aufstellen ließ. Erst nach der Währungsreform im Jahre 1948 verbesserte sich die Wohnsituation. Bereits kurz nach Kriegsende war der Wiederaufbau im Gange. 1949 wurden wöchentlich etwa 50 Richtfeste gefeiert. Die ersten großen Bauvorhaben der gbg gab es unweit der St. Andreas-Kirche und in der Nähe des Marktplatzes im Stadtzentrum. Die gbg verbaute im Jahr 1949 vier Millionen Mark. Nachdem die Innenstadt wieder erste Konturen angenommen hatte, machte sich die Stadt mit Hilfe der Wohnungsbaugesellschaft auch an den Ausbau der Außenbezirke. 1960 bezogen etwa 4.500 Menschen eine neue Wohnung im Stadtteil Drispenstedt. 1963 hatte die gbg hier mehrere tausend Wohneinheiten in Ein- und Mehrfamilienhäusern fertiggestellt. Die Bautätigkeit erstreckte sich über mehrere Regionen der Stadt, besonders auch im 1971 eingemeindeten Ochtersum.

## Tätigkeitsbereich

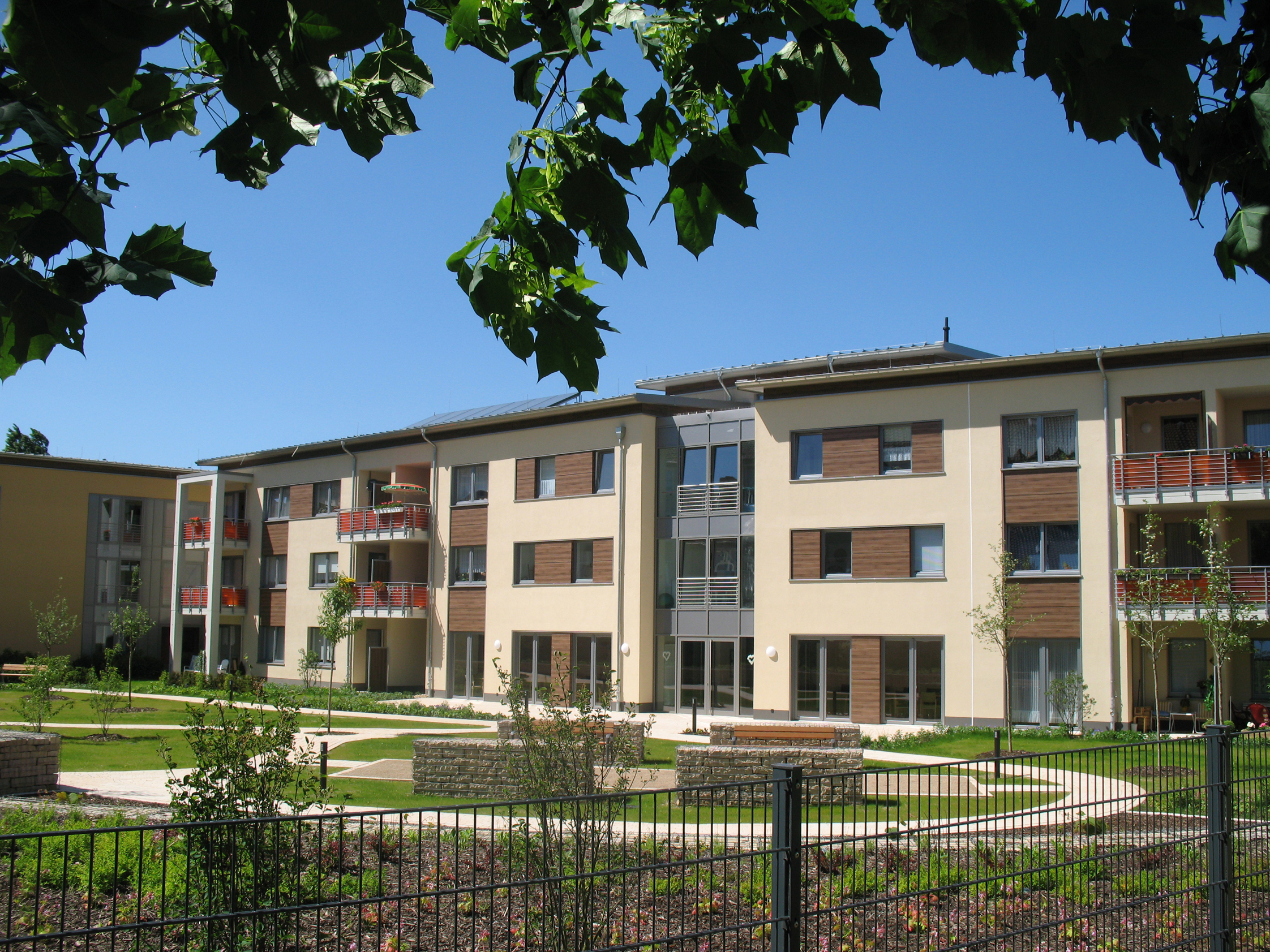
Die Servicewohnanlage der gbg in Hildesheim-Drispenstedt

Die Entwicklung des Wohnungsbestandes zur Barrierefreiheit oder zumindest Barrierearmut ist ein Schwerpunkt der Unternehmenstätigkeit. Der Bau von Seniorenheimen oder eines Studentenwohnheims zählt zu den Tätigkeitsfeldern, die über die ursprüngliche Kernaufgabe hinaus reichen, ebenso die die Sanierung öffentlicher Einrichtungen, wie das Theater für Niedersachsen oder ddas em örtlichn Kino.

## Organe
- Vorsitzender des Aufsichtsrates: Oberbürgermeister Ingo Meyer
- Vorstand: Jens Mahnken